# Ижорский батальон
Ижорский батальон — отдельный Краснознаменный отдельный пулемётно-артиллерийский батальон, участвовавший в Великой Отечественной войне.

## Боевой путь
Сформирован из рабочих Ижорского завода и жителей Колпино в конце августа 1941 года. 4 сентября 1941 года батальон принял свой первый бой. Первым командиром стал инженер завода В. С. Кудрявцев, начальником штаба — Г. В. Водопьянов, а комиссаром — Г. Л. Зимин. Первоначально именовался по документам Ижорский батальон рабочих, в июле 1942 года был переформирован в 72-й отдельный пулеметно-артиллерийский батальон 14-го укрепрайона 55-й армии.
Участвовал в битве за Ленинград возле города Колпино, участвовали во всех операциях на Колпинском участке. Считалось, что в нём служат лучшие снайперы всего Ленинградского фронта (самый результативный — Николай Залеский — записал на свой счёт 115 убитых фашистов)
После в составе Красной армии дошёл до Балтийского моря, участвовал в освобождении Пскова. Расформирован в 1945 году.

## В искусстве

### Кинематограф
- «Ижорский батальон», 1972 год.

### Музеи
- Экспозиция в г. Колпино, Советский бульвар, д. 29, музей ОАО «Ижорские заводы», военный зал[3].

### Архитектура
- В 2024 году предложен проект памятника бойцам Ижорского батальона в сквере у железнодорожного вокзала Колпино[4].